# El barón Bagge
El barón Bagge (Der Baron Bagge) es una novela del autor austriaco Alexander Lernet-Holenia, publicada originalmente en alemán en 1936 por S. Fischer Verlag en Frankfurt am Main. 
Ambientada durante la Primera Guerra Mundial, trata sobre el viaje de un oficial de caballería a través de las Montes Cárpatos que se vuelve cada vez más irreal a medida que se encuentra con el amor, la muerte y la guerra. Pertenece a la literatura fantástica y es considerada la obra más importante del autor. La primera traducción al español fue realizada en 1956 por Alberto Luis Bixio y fue publicada en Buenos Aires. Ediciones Siruela publicaron más ediciones en 1990 y 2006 en Madrid, y Joan Fontcuberta en Barcelona las tradujo al catalán en 2016. 

## Argumento
En una recepción oficial en Viena, hay una prestigiosa disputa entre el barón Bagge y un joven, Farago, que prohíbe a Bagge hablar con su hermana. Bagge, afirma Farago, fue responsable de los suicidios de dos mujeres. Bagge lo desafía a un duelo, pero la situación puede aclararse y Farago acepta disculparse. Bagge descubre que tiene que explicarse y cuenta su historia. De hecho, ambas mujeres se suicidaron, porque él no se casaría con ninguna de las dos. Esto fue, dice Bagge, porque en realidad ya estaba casado. 
Era un oficial de caballería en 1915 y se encontró con su unidad en una misión de reconocimiento en la preparación de la Ofensiva Gorlice-Tarnów en Europa del Este. Su oficial al mando mentalmente inestable, Rittmeister Semler, ordena un ataque a un puente sostenido por el Ejército Imperial Ruso. Aunque la caballería normalmente no tendría ninguna posibilidad contra las ametralladoras, la carga triunfa milagrosamente con un mínimo de bajas. Bagge solo es golpeado por una pequeña roca que se arremolina durante el ataque. Posteriormente, la unidad de reconocimiento avanza más hacia lo que nominalmente debe ser territorio controlado por el enemigo, pero solo encuentra la paz y una población civil acogedora. En la ciudad ucraniana de Nagy-Mihaly (hoy en día Michalovce), Bagge conoce a Charlotte Szent-Kiraly, la hija de una amiga de su difunta madre, y de inmediato se enamora de ella. Su belleza y su confianza impresionan profundamente a Bagge. Rittmeister Semler intenta desesperadamente encontrar al enemigo y ordena a su unidad que abandone la ciudad. Bagge decide casarse con Charlotte y le propone matrimonio. Él dice que volverá lo antes posible, pero ella, aunque acepta casarse con él, le dice que está segura de que nunca volverá.
A partir de ahí, la unidad de caballería cabalga durante cinco días más hasta que llegan a un río donde ven un puente de oro puro. La mayoría de los soldados cruzan el puente, pero Bagge se niega y finalmente se convence a sí mismo de que esto no podría ser real. Luego se despierta. Todavía se encuentra en el primer puente, donde el ataque fue catastrófico y en realidad ha sido alcanzado por una bala, no solo por una pequeña piedra. Es transportado a un hospital de campaña y se recupera lentamente. Se da cuenta de que la tierra pacífica, la ciudad de Nagy-Mihaly y su matrimonio con Charlotte ocurrieron solo en un sueño.
Después de la guerra, viaja de regreso y encuentra que la tierra luce extrañamente similar a su sueño. Incluso había una Charlotte real en Nagy-Mihaly, pero murió durante la guerra. Todos los que vio en su sueño ya estaban muertos, incluidos Semler y sus compañeros soldados. Incluso se encuentra con el puente de su sueño, que no está hecho de oro sino un simple puente de madera. Bagge, sin embargo, todavía no se atreve a cruzar el puente. Interpreta sus experiencias a través de la mitología nórdica. Al final de la historia, Bagge afirma que todavía se siente casado con Charlotte, aunque todo sucedió solo en una Experiencia cercana a la muerte.

## Apreciación
La enmienda se considera uno de los grandes relatos fantásticos del siglo XX. Jorge Luis Borges tuvo en alta estima la novela y la comparó con la novela Pedro Páramo de Juan Rulfo. La conexión con Rainer Maria Rilke y su Canción de Amor y Muerte del Corneta Cristóbal Rilke también es clara. Ambrose Bierce también se puede comparar con su historia Lo que pasó en el puente de Owl Creek.
- Datos: Q1192402